# Gallische muntschat uit Thuin

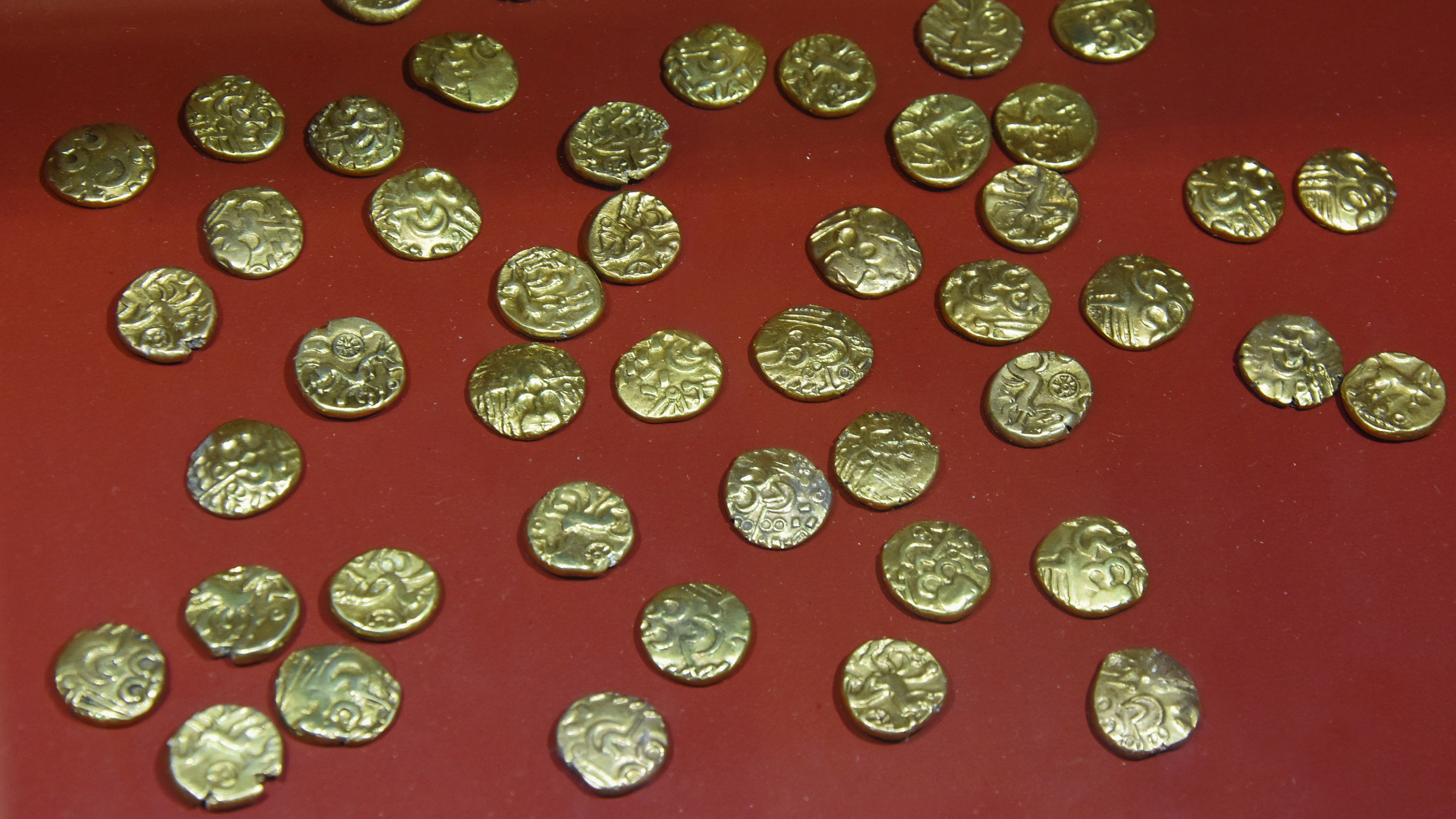
Een aantal munten van de Gallische muntschat uit Thuin

De Gallische muntschat uit Thuin is een verzameling van 70 Keltische muntstukken uit de Gallo-Romeinse periode. De muntschat werd in 1980 gevonden in de Belgische plaats Thuin en is tot op heden de grootste Gallische muntschat in België.
De uitzonderlijke archeologische en numismatische waarde van de muntschat was de reden waarom de Koning Boudewijnstichting de munten in 1992 aankocht. Immers, wat er in België overbleef uit de Gallo-Romeinse tijd is schaars, fragmentarisch en maakt weinig interesse los.

## Beschrijving van de muntschat
Het zijn 70 staters, alle van hetzelfde type met heel wat verschillen in de details bij de uitwerking. Ze zijn gemaakt volgens Oud-Griekse modellen en tonen een portret van Apollo aan één zijde. De munten wegen tussen 5,8 en 6,8 gram en bestaan voor 55% uit goud; de rest is koper en zilver.

## Achtergrond
Bij het ontwortelen van een boom op een steile en zuidelijke helling van de rivier Biesmelle stootte een landbouwer op deze munten, over een oppervlakte van 3 m² en 30 tot 40 cm diep. De praktijk om voorwerpen van waarde te verbergen in de aarde was gebruikelijk in vroegere tijden. De waarde en waarvoor deze munten werden gebruikt is nog niet exact bekend. Aangezien er in de regio een aantal andere muntschatten van de Nerviërs zijn teruggevonden behoorden de in Thuin gevonden muntschat hoogstwaarschijnlijk ook tot een lid van deze stam. Nerviërs gebruikten ze misschien om soldaten of huurlingen mee te betalen. Het is ook mogelijk dat het een godenoffer was.

## Geschiedenis
In 1992 werd de muntschat verworven door het Erfgoedfonds van de Koning Boudewijnstichting (inventarisnummer: KBS 0004). Deze muntschat is toevertrouwd aan de Koninklijke Musea voor Kunst en Geschiedenis te Brussel waar ze wordt tentoongesteld.